# Джеррі Бек
Джеррі Бек (народився 9 лютого 1955 р. у м. Нью-Йорк) є американський історик анімації, автор, блогер, а також виробник відео. Автор та / або редактор кількох книг про класичну американську анімацію та класичні персонажі, в тому числі  50 найвизначніших мультфільмів  (1994),  Посібник для анімаційних фільмів  (2005),  Не тільки Мультфільми: Ніктонов!  (2007),  Флінтстон: Класичний офіційний путівник по мультфільму  (2011 р.), 'Казначейство Ганни-Барбера: Рідкісні мистецькі мистецтва з вашої улюбленої класики мультфільмів' '(2007 р.).  Експеримент SpongeBob SquarePants: глибоке занурення у світ бікіні знизу  (2013),  Рожева пантера: Остаточне керівництво  (2005) та  Мелодії Looney Tunes і Merrie: повне ілюстроване керівництво для Мультфільма Warner Bros. '(з Уіл Фридвальд, 1989 р.) разом з' 'The 100 Greatest Looney Tunes Cartoons' '(2010). Він також брав участь над створенням сучасних фільмів, з його книгами, що деталізують мистецтво "Містер Пібоді та Шерман , DreamWorks  Мадагаскар (фільм)  та  Бі Муві: Медова змова  '.Бек також є консультантом з питань індустрії розваг для телевізійних і домашніх розважальних виставок та випусків, пов'язаних із класичними мультфільмами, і керує блогом «Мультфільм». Він часто з'являється в якості документального фільму та аудіокомментатора на випуски «Мультфільмів війни» «A & E», а також збірки DVD «Looney Tunes», "Моряк Папай  і  Вуді Діджик  мультфільми, на яких він виступає як консультант та куратор.

## Робота
На початку своєї кар'єри Бек співпрацював з кінохроністом Леонардом Мальтіном у своїй книзі «Про мишей і магію» (1980 р.), Організував анімаційні фестивалі в Лос-Анджелесі і допоміг створити міжнародну публікацію  [ Журнал анімації]] . У 1990-х роках Бек викладав курси з мистецтва анімації в [[Університет Каліфорнії, Лос-Анджелес, UCLA], [[Нью-Йоркський університет, Нью-Йорк] та Школа візуальних мистецтв. У 1993 році він став членом-засновником консультативної ради [Cartoon Network]], і в даний час він є президентом правління ASIFA-Голівуд. Він співавтор або був консультантом у багатьох домашніх розважальних збірниках Looney Tunes, MGM Cartoons, Disney Home Video, [ [Бетті Боп]] та інші. У 1989 році він заснував Streamline Pictures і вперше представив такий аніме як "Akira , 'Vampire Hunter D' ', і [ Хатайо Міядзакі | Міядзакі]] Лапута:  Замок на небі  до Сполучених Штатів. Він сам складав збірки мультфільмів [Warner Bros.], Вуді Дювипець і Fleischer Studios. Як віце-президент [Nickelodeon Movies], він допоміг розвивати "The Rugrats Movie  (1998) і Mighty Mouse.
У 2006 році Бек створив анімаційний пілот для Frederator Studios та Nickelodeon. Цей мультфільм «'Hornswiggle' ', який вийшов на мережу Nicktoons в 2008 році в рамках» Random! Мультфільми  серії. В даний час він викладає історію анімації в Вудбері університет в Бербанк, Каліфорнія.
У 2004 році Бек і його співрозмовник історик і письменник Амід Аміді створили інший блог Cartoon Brew, яка зосереджена головним чином на поточних анімаційних постановках та новинах. Бек продавав свою спільну власність у мультфільмі Brew у лютому 2013 року і запустив блог «Indiewire», «Анімація Scoop», для звітів про поточну анімацію, продовжуючи писати про класичну анімацію в «Мультиплікаційних дослідженнях».